# Leucanella gibbosus
Leucanella gibbosus är en fjärilsart som beskrevs av Conte 1906. Leucanella gibbosus ingår i släktet Leucanella och familjen påfågelsspinnare. Inga underarter finns listade i Catalogue of Life.